# Радзишевський Владислав Миколайович
Владислав Миколайович Радзишевський (біл. Уладзіслаў Мікалаевіч Радзішэўскі; нар. 2 травня 1923, Вітебськ, Білоруська РСР — пом. 5 травня 1975, Мінськ, Білоруська РСР) — радянський білоруський футболіст та тренер, виступав на позиції нападника.

## Клубна кар'єра
Вихованець чебоксарського футболу. У 1940 році розпочинав свою кар'єру в місцевій команді «Спартак». Учасник Німецько-радянської війни, нагороджений медалями «За бойові заслуги», «За оборону Кавказу». Після повернення з фронту грав за команду військової частини в Мінську. Виступав за клуби першості Білоруської РСР («Торпедо» Мінськ, СКА Мінськ), а також за кишинівський «Буревісник» та вільнюський «Спартак».
У 1952—1953 роках перебував у складі команд класу «А» «Динамо» (Мінськ). Всього у вищому дивіщіоні радянського футболу нападник провів за «біло-блакитних» три матчі, в яких відзначився одним голом. Потім грав у чемпіонаті Білоруської РСР за мінські «Іскру» та «Буревісник», а також у класі «Б» в мінському «Харчовику».

## Кар'єра тренера
Кар'єру тренера розпочав 1956 року на чолі «Гвардійця» (Уручьє). Потім допомагав тренувати «Урожай» (Мінськ) та «Локомотив» (Гомель). На початку 1962 року призначений головним тренером «Локомотива» (Гомель), а з серпня 1963 року очолював український клуб «Десна» (Чернігів). У 1965—1969 роках тренував «Німан» (Гродно), а потім — могильвський «Дніпро». У січні 1974 року прийняв запрошення увійти до тренерського штабу «Буг» (Берестя).
Помер 5 травня 1975 року.

## Досягнення

### Як гравця
«Динамо» (Мінськ)
- Чемпіонат Білоруської РСР
  -  Бронзовий призер (1): 1947

### Як тренера
«Локомотив» (Гомель)
- Клас «Б» чемпіонату СРСР
  -  Срібний призер (3): 1962

### Відзнаки
- Заслужений тренер Білоруської РСР